# Școala Națională de Pregătire a Agenților de Penitenciare Târgu Ocna
Școala Națională de Poliție Penitenciară „Constantin Brâncoveanu” Târgu Ocna (anterior Școala Națională de Pregătire a Agenților de Penitenciare Târgu Ocna) este o instituție de învățământ postliceal militar nivelul 5 ce are scopul instruirii personalului din regimul penitenciar, aflată în orașul Târgu Ocna din Județul Bacău.

## Istoric
Pe actualul amplasament al institiției, timp de 40 de ani, în perioada 1916 – 1956, au funcționat unități militare de artilerie și jandarmi, ce au aparținut Ministerului de Război și Ministerului de Interne. Aceste unități au avut statutul de centre de instruire pentru trupele operative care au luptat în cele două războaie mondiale, ocupându-se cu paza și ordinea în zonă.
La 15 septembrie 1997, în baza Ordinului Ministrului Justiției nr. 1003, intră în vigoare statutul de organizare al Școlii Naționale de Administrație Penitenciară Tîrgu Ocna, instituție a cărei titulatură a fost schimbată de-a lungul timpului în mai multe rânduri.
Școala Națională de Administrație Penitenciară a funcționat sub acest nume până în 1998, când, pentru prima dată în istoria modernă a școlii de pregătire a personalului de penitenciare, procesul de învățământ era coordonat de două ministere: Ministerul Justiției și Ministerul Educației Naționale și s-a numit „Școala Postliceală de Administrație Penitenciară”, un proiect care a durat doar trei ani. Instituția avea relații de colaborare cu Inspectoratul Școlar și cu Centrul de asistență psihopedagogică din Județul Bacău.
În anul 2001, Școala trece iarăși printr-o schimbare a numelui, în „Școala Militară de Administrație Penitenciară”, denumire pe care o va avea până în anul 2004, când sistemul penitenciar se demilitarizează. În tot acest timp, la școală se desfășurau cursuri de pregătire de lungă durată, precum și cursuri de perfecționare sau de obținere a gradelor militare. O dată cu demilitarizarea sistemului penitenciar, școala își schimbă din nou numele, în „Școala de Formare și Perfecționare a Pregătirii Agenților din Administrația Națională a Penitenciarelor”, denumire pe care o va avea până în 2007, când ia titulatura de „Școala Națională de Pregătire a Agenților de Penitenciare”. În anul 2023, școala și-a schimbat denumirea în „Școala Națională de Pregătire a Agenților de Penitenciare «Constntin Brâncoveanu» Târgu-Ocna”, până în anul 2024, când redenumirea a fost confirmată de Hotărârea Guvernului nr. 1518 din 27 noiembrie 2024.
Începând cu anul 2009, școala s-a aflat într-un proces de înnoire, prin care se urmărea atingerea și menținerea unui standard ridicat în pregătirea și formarea personalului. Instituția a fost autorizată de către Ministerul Educației Naționale, Tineretului și Sportului urmând ulterior să fie și acreditată.
Procedurile de acreditare a instituției au început în anul 2011, școala fiind acreditată ca instituție de învățământ de către Ministerul Educației Naționale, în anul 2013. În conformitate cu prevederile art. 34 alin. (1), Secțiunea a 9-a „Învățământul militar preuniversitar”, din Legea nr.1/2011 - Legea educației naționale”, Școala Națională de Pregătire a Agenților de Penitenciare Tîrgu Ocna este, începând cu anul școlar 2013/2014, acreditată prin Ordinul Ministerul Educației Naționale cu nr. 3652/29.04.2013 ca instituție de învățământ postliceal militar, nivelul 5, învățământ de zi.